# 美甘乡
美甘乡，是中华人民共和国四川省凉山彝族自治州昭觉县下辖的一个乡镇级行政单位。2021年1月12日，将原龙恩乡地莫村、塔普村所属行政区域划归美甘乡管辖。

## 行政区划
美甘乡下辖以下地区：
美甘村、打坚沙洛村和呷戈村。